# Ду Ду А
Ду Ду А, познат и као Ду ду ах био је југословенски и српски алтернативни рок бенд из Београда.

## Историјат
Бенд је основао 1981. године Дејан Костић (гитариста, басиста и вокалиста), који је пре тога био члан бенда Група I и некадашњи члан групе ВИА Талас, Вук Вујачић. Дуо је почео на изради песама које су биле фанк, реге и денс оријентисане. Крајем 1981. године бенду се придружио Зоран Загорчић (клавијатуре, вокал), некадашњи члан бенда Ганеша. Велики број музичара је сарађивао са бендом Ду Ду А, укључујући Небојшу Антонијевића, Горана Вејводу, Беби Дол, Сашу Хабића, Дејана Станисављевића, Александра Јаћимовића, Игора Горстушког и Владу Фунтека.
Први сингл бенда под називом Ја Тарзан ти Џејн био је један од првих југословенских песама које су садржале елементе реп музике. Сингл се појавио на дебитантском албуму Примитивни плес, у продукцији Дејана Костића, представљајући интересовање бенда за разноврсне тада популарне музичке жанрове. Са албума су се истакле песме Солар, Ја не би, не би, не би и песма Страст. Након објављивања албума, током 1983. и 1984. године бенд је направио паузу из разлога што је Костић отишао у Египат и наступао у каирским клубовима. Након повратка, бенд је наставио са активностима. Ипак, изузев сингла Irie, који је објављен 1985. године, бенд није објављивао никакав материјал, све до 1994. године када су снимили акустичну верзију песме Era Vulgaris на фестивалу одржаном у јануару 1994. године у Сава центру у Београду. Нова песма нашла се на уживо албуму разних извођача под називом Без струје, који је објављен од стране МТС рекордса 1994. године.
Бенд се вратио на сцену објављивањем албума Ритуал 1996. године на аудио касети, а поред материјала који је у потпуности написао Костић нашла се и обрада песме Стивија Вондера, I Wish. Костић је снимио све инструментале за албум уз помоћ копродуцента, коаутора, гитаристе и звучног техничара Милоша Павловића, вокалисте Ненада Јовановића, Срђана Марковића Ђилета (вокал), Александра Јаћимовића (саксофон) и Дејана Станисављевића (клавир).
Коначни састав бенда чинили су Дејан Костић (вокал, семплер, гитаре, бас, ритам машина) и Весна Зафировић (вокал). Дана 7. јула 2013. године Костић је преминуо од повреда задобијених у саобраћајној незгоди.

## Наслеђе
Песма Знаш ли девојку нашла се на 95 месту листе Б92 100 најбољих домаћих песама, која је састављена од стране слушаоца Б92 радија 2006. године.
Српски алтернативни рок бенд Сви на под! обрадио је 2008. године песму Африканац у Београду, бенда Ду Ду А.

## Дискографија

### Студијски албуми
- Примитивни плес (1982)
- Ритуал (1996)

### Синглови
- Ја Тарзан ти Џејн (1982)
- (1985)

### Гостовања на компилацијама
- Era Vulgaris ('Без струје; 1994)